# تجهیزات کارآیی بالا
تجهیزت کارایی بالا به تجهیزات مخابراتی‌ای گفته می‌شود که:
1. دارای مشخصه‌های کارایی لازم برای استفاده در خطوط تلفن و لینک‌ها باشد.
2. برای استفاده در سیستم‌های جهانی و تکنیکی طراحی شده باشد.
3. مقاومت خوبی در برابر تداخل الکترومغناطیسی داشته باشد.